# Culicoides fluviatilis
Culicoides fluviatilis är en tvåvingeart som först beskrevs av Lutz 1914.  Culicoides fluviatilis ingår i släktet Culicoides och familjen svidknott. Inga underarter finns listade i Catalogue of Life.